# Estação Paral·lel
Paral·lel (em catalão:  Estació de Paral·lel - em castelhano:  Estación de Paralelo) é uma estação metroviária das linhas Linha 2 e Linha 3 do Metro de Barcelona, atendendo também o Funicular de Montjuïc

## História

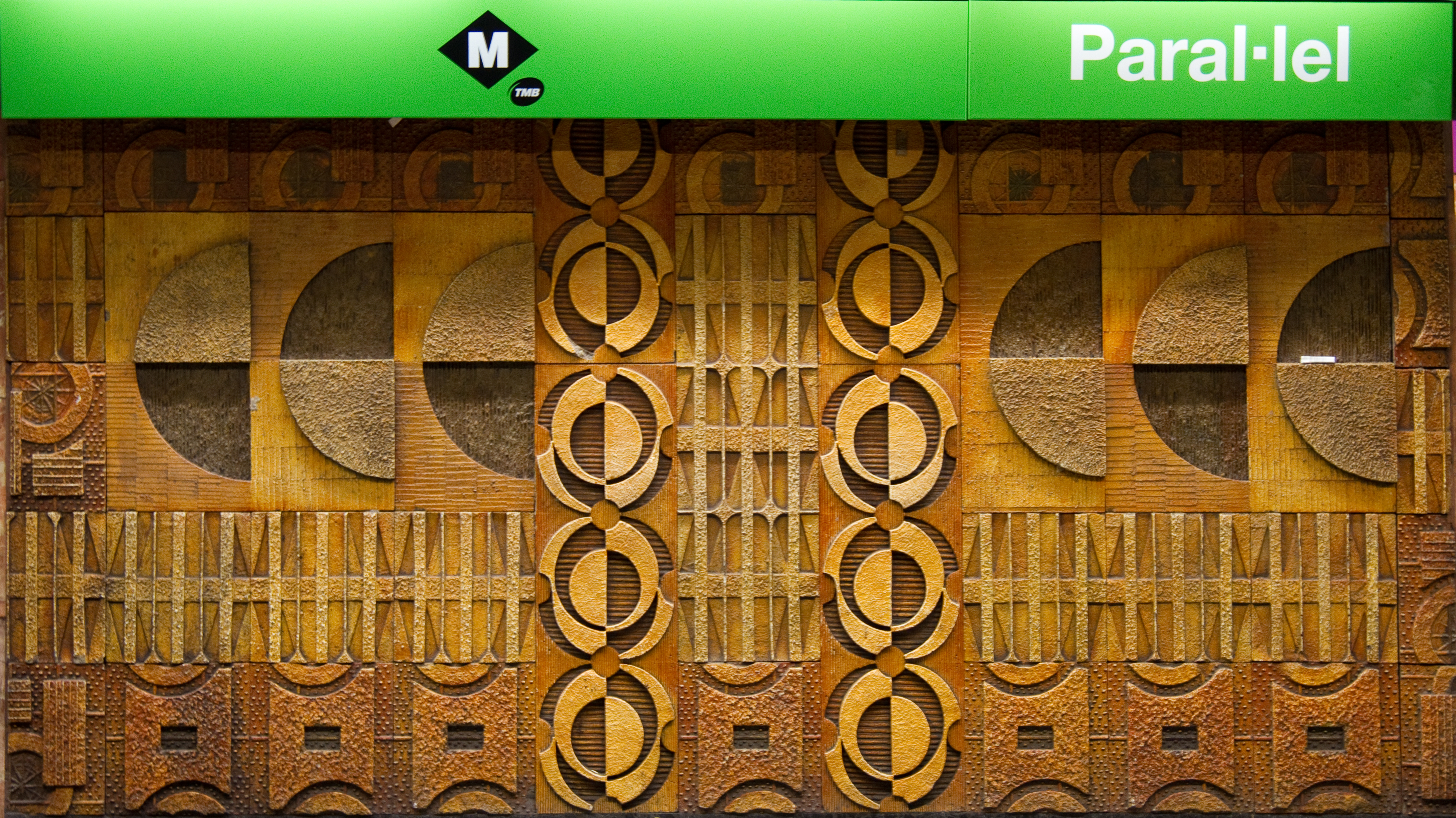
Painel decorativo da estação.

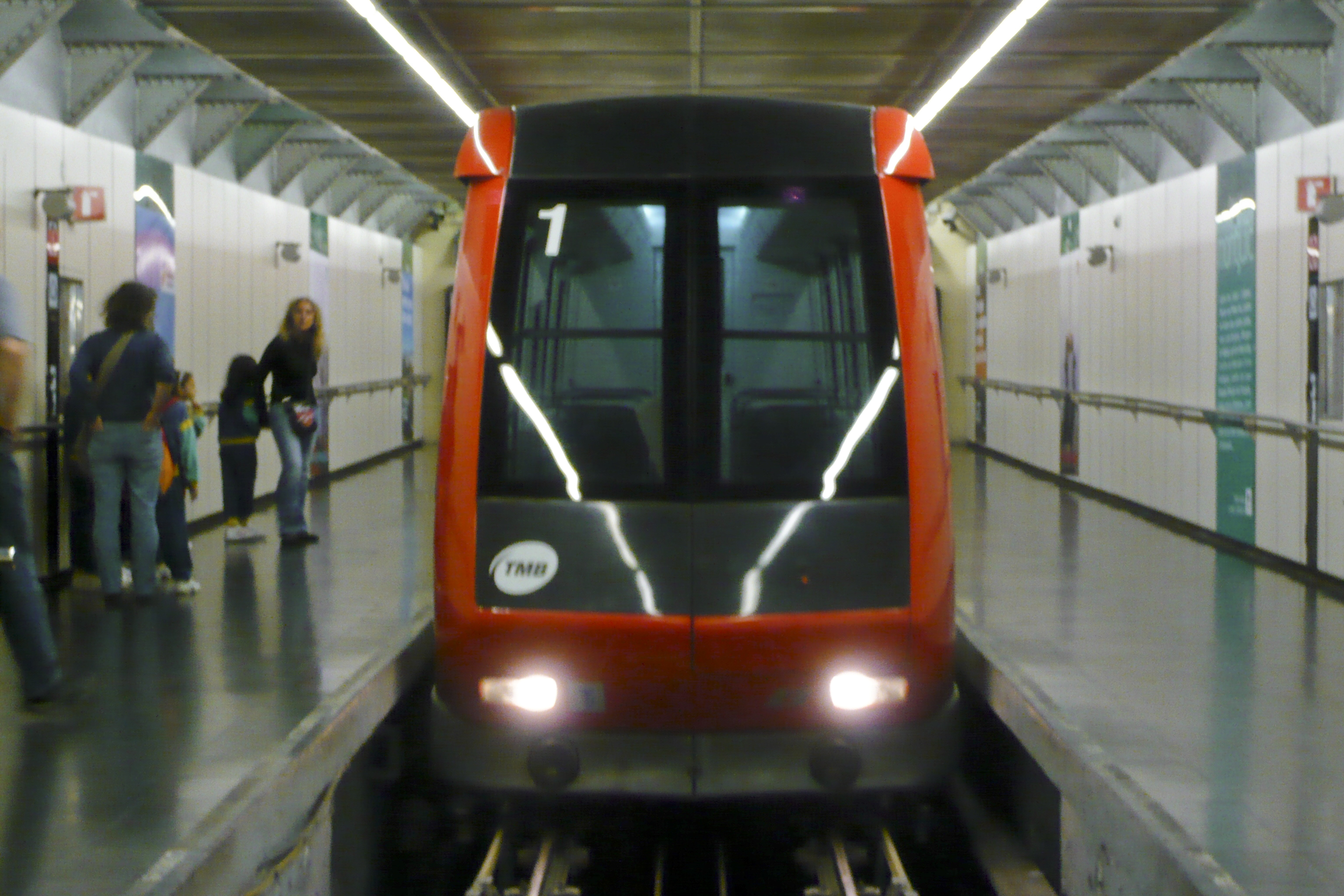
Funicular de Montjuïc.

A estação foi inaugurada em 1970 com a extensão da linha L3 de  Drassanes. Quando a linha foi estendida para  Zona Universitària, era inicialmente operada em duas seções, com a eletrificação aérea L3 em direção à Catalunha e o terceiro trilho  eletrificado L3b em direção à Zona Universitària. Os trens L3 terminaram nas plataformas L3 atuais, enquanto os trens L3b usaram aquelas agora usadas por L2. As duas seções foram unificadas, com L3b convertido para eletrificação aérea, em junho de 1982, e as plataformas L3b foram usadas para armazenamento de trens. Em 1996, a linha L2 foi estendida de  Sant Antoni, reutilizando as antigas plataformas L3b como o terminal do L2.

## Localização
Localizada sob a Avinguda del Paral·lel, entre as ruas de Ronda de Sant Pau e Carrer Nou de la Rambla. É atendida pela L3, sendo o terminal sul de L2 e também o terminal inferior do Funicular de Montjuïc.

## Características
A estação tem dois níveis. As plataformas para as linhas L2 e L3 estão situadas lado a lado no nível inferior, com cada linha tendo um par de plataformas laterais. Uma conexão direta é fornecida entre as plataformas da Zona Universitària (L3) e Badalona & Pompeu Fabra (L2). O terminal funicular está no nível superior, com plataformas laterais de cada lado da via de terminal único. As transferências entre o funicular e as linhas L2 e L3 estão dentro das barreiras de bilhetes da estação e, do ponto de vista da tarifa, o funicular é tratado como uma outra linha do metrô.

## Acesso à estação
- Avinguda Paral·lel
- Ronda Sant Pau
- Nou de la Rambla
- Fontrodona